# Plasa Ioan Voevod, județul Cahul
Plasa Ioan Voevod a fost una din plășile din județul interbelic Cahul.

## Localități
Plasa Ioan Voevod avea (la 1930) 53 localități:
1. Alexandru-cel-Bun
2. Aluatu
3. Andrușu-de-Jos
4. Andrușu-de-Sus
5. Bairamcea
6. Balaban
7. Bisericuța
8. Brânza
9. Udăi
10. Burlăcelu
11. Carbalia
12. Ciorâța
13. Ciumai
14. Colibași
15. Cotihaua
16. Crihana
17. Cribana-Nouă
18. Cucoara
19. Dermengi
20. Făgădău
21. Găvănoasa
22. Ghibanu
23. Gigălboaia
24. Greceni
25. Huluboaia
26. Hutul
27. Larga
28. Larga-Veche
29. Lopățica
30. Lucești
31. Manta
32. Moscovei
33. Moscovei-Răzeși
34. Moscovei-Vechi
35. Moscovița
36. Musaitu
37. Nicolaeni
38. Oituz
39. Paicu
40. Parușeni
41. Pașcani
42. Pelinei
43. Pelinei-Noui
44. Români
45. Roșu
46. Tătărești
47. Trifești
48. Trubăești
49. Vadul-lui-Isac
50. Văleni
51. Vladimirești
52. Vulcănești
53. Zărnești